# Пискалы (станция)

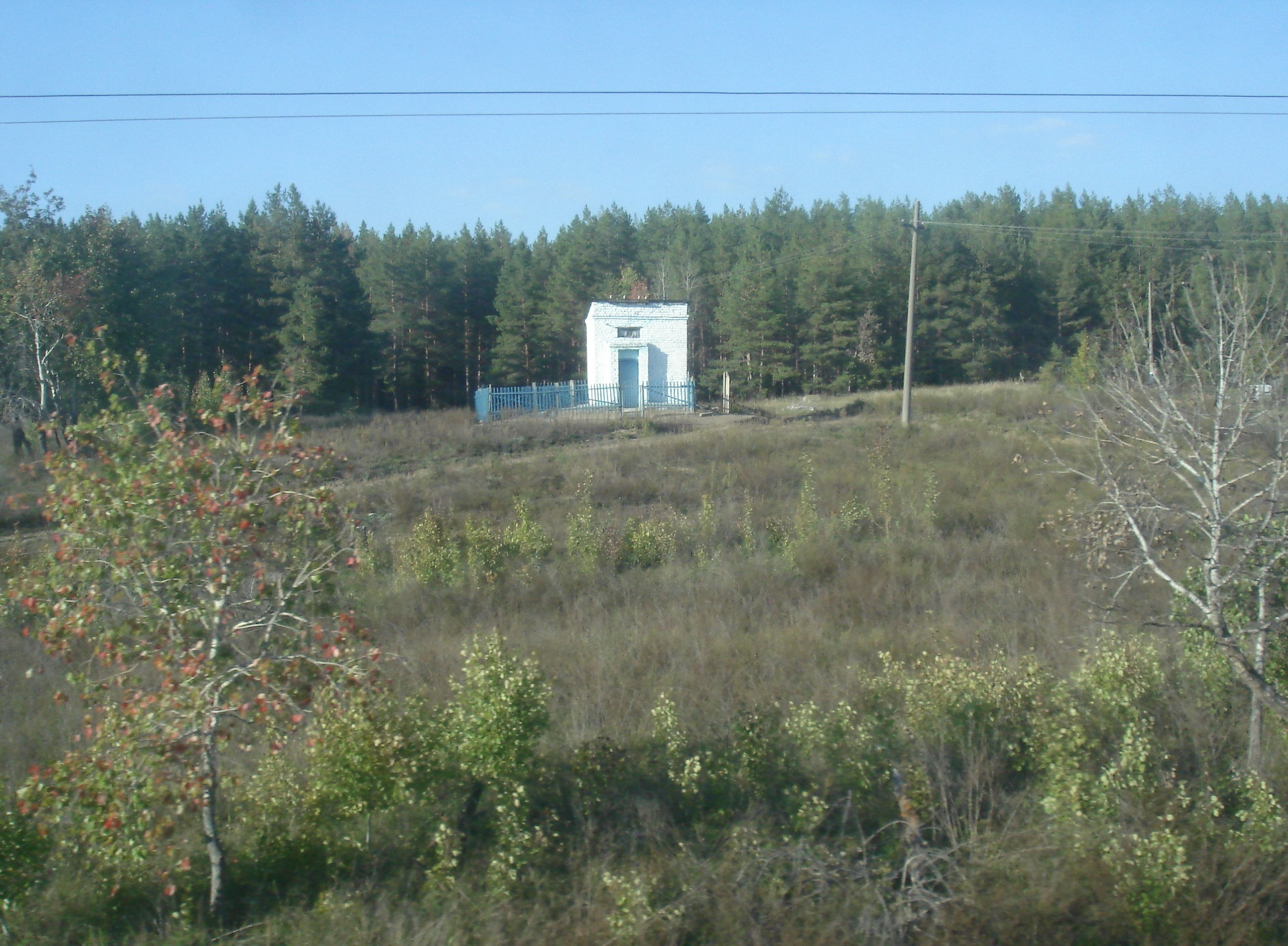
Здание на территории станции

Пискалы — железнодорожная станция (разъезд) в Самарской области на территории Ставропольского района.

## Деятельность
Остановочный пункт пригородного направления: «Жигулёвское море — Самара».
Собственник остановочного пункта — Открытое акционерное общество «Российские железные дороги».
Остановочный пункт расположен на однопутном электрифицированном участке.
На станции имеется здание вокзала с кассой.